# پالم (هند)
پالم (به انگلیسی: Palam) یک منطقهٔ مسکونی در هند است که در دهلی واقع شده‌است. پالم ۲۰۰٬۰۰۰-با احتساب روستایی- نفر جمعیت دارد.